# Breda University of Applied Sciences
Breda University of Applied Sciences (BUas), voorheen NHTV Breda, is een instelling voor hoger onderwijs in Breda, Nederland. Er studeren meer dan 7.000 Nederlandse en buitenlandse studenten uit ruim tachtig landen.

## Studiedomeinen
BUas biedt bachelor- en masteronderwijs op hbo- en wo-niveau in de volgende domeinen: Data Science & AI, Creative Business, Games, Hotel, Facility, Logistics, Built Environment, Tourism, Leisure & Events. Bijna alle opleidingen van BUas zijn Engelstalig en een aantal opleidingen wordt ook in het Nederlands aangeboden. Studenten worden gestimuleerd om in het buitenland op uitwisseling of stage te gaan. In de Engelstalige opleidingen studeren studenten uit allerlei landen. Dat helpt om vraagstukken anders te bekijken en innovatief op te lossen. Veel docenten hebben een internationale achtergrond en werken naast het lesgeven vaak ook in de praktijk, of zijn als onderzoeker aan BUas verbonden. Het onderzoek – waarin BUas samenwerkt met overheid, onderwijspartners en onderzoeksinstituten – heeft een interdisciplinair en praktijkgericht karakter.
BUas is de grootste hoger onderwijsinstelling op het gebied van toerisme, leisure en hospitality ter wereld. De opleidingen scoren al jaren hoog in de Keuzegids HBO en internationale rankings.

## Geschiedenis
BUas heeft meer dan een halve eeuw ervaring in praktijkgericht hoger onderwijs en internationaal samenwerken. De geschiedenis van BUas gaat terug naar 1966, het jaar waarin het Nederlands Wetenschappelijk Instituut voor Toerisme (NWIT) werd opgericht in Breda. De eerste directeur was dr. L. van Egeraat. Dit instituut richtte zich voornamelijk op toerisme, recreatie en planologie. In 1987 fuseerde het NWIT met de Verkeersakademie Tilburg (VAT), opgericht in 1972, tot de Nationale hogeschool voor toerisme en verkeer (NHTV). In de jaren die volgden, groeiden de instelling en haar opleidingenaanbod. Internationalisering kreeg een belangrijke rol en dit werd in 2001 aanleiding voor een nieuwe naam: NHTV internationale hogeschool Breda. 'NHTV' was vanaf dat moment geen afkorting meer, maar een merknaam. Sinds 2009 biedt de instelling ook wetenschappelijke opleidingen aan op het gebied van toerisme en vrije tijd. De naam van de instelling is om die reden opnieuw aangepast, aangezien het niet meer uitsluitend een hogeschool is. Het werd NHTV internationaal hoger onderwijs Breda en in 2018 is de naam veranderd in Breda University of Applied Sciences.

## Campus
De campus van BUas bevindt zich aan de Mgr. Hopmansstraat 2-4 in Breda. De kleinschalige en internationaal georiënteerde campus is ontwikkeld vanuit de visie van openheid, duurzaamheid, diversiteit, maar ook eigenheid. Dat ziet men terug in de gebouwen en in het landschap. Alles is erop gericht ontmoetingen en samenwerking mogelijk te maken, en vitaliteit en creativiteit te stimuleren.

## Oud-studenten
- Valerie Bisscheroux, regisseur;
- Renze Bergsma, politicus;
- Ruud Geurts, bekend als FeestDJRuud;
- Peter van 't Hoog, politicus, Verkeersakademie Tilburg;
- Annemarie Jorritsma, politica;
- Luzette Kroon, politica;
- Rob Metz, politicus;
- Irena Pantelic, model;
- Chantal Roeters, zangeres;
- Kevin Roovers, honkballer;
- Vincent Roozen, secretaris-generaal, Verkeersakademie Tilburg;
- Vera Siemons, radio-DJ;
- Tymon de Weger, politicus, Verkeersakademie Tilburg;
- Guido Weijers, cabaretier.

## Oud-docent, medewerker of directielid
- Johan Diepstraten, Nederlands;
- Leo van Egeraat, oprichter en eerste directeur van het NWIT;
- Bert Enklaar, Verkeersakademie Tilburg;
- Adriaan van Liempt, sociologie;
- Hein van Oorschot, voorzitter van het college van bestuur;
- Hessel Visser, logistiek.